# Градиштеа (Олт)
Градиштеа (рум. Grădiștea) насеље је у Румунији у округу Олт у општини Гањаса. Oпштина се налази на надморској висини од 135 m.

## Становништво
Према подацима из 2002. године у насељу је живело 288 становника, од којих су сви румунске националности.